# Cyanocorax cyanopogon
Cyanocorax cyanopogon е вид птица от семейство Вранови (Corvidae).

## Разпространение
Видът е разпространен в Бразилия.